# 常見海琴
常見　海琴（つねみ　みこと、1997年11月17日 - ）は、栃木県足利市出身の、日本人の女子柔道選手である。階級は48kg級と52㎏級。身長163cm。血液型はB型。段位は初段。組み手は左右両組み。得意技は大外刈、大腰。現在はコマツ女子柔道部に所属。

## 経歴
柔道は6歳の時に修練塾岡ノ谷道場で始めた。小学校6年の時には全国小学生学年別柔道大会45kg級に出場するが予選リーグで敗れた。埼玉県の東松山南中学へ進むと、3年の時には全国中学校柔道大会の48kg級に出場するが、3回戦で大成中学2年の武田亮子に技ありで敗れた。なお、63kg級で活躍している嶺井美穂とは中学時代に同期だった。
埼玉栄高校へ進むと、１年の時には全日本カデで優勝を飾った。続く世界カデでも決勝で韓国のイ・ヘギョンを崩袈裟固で破って優勝を果たした。全国高校選手権では52kg級に出場して3位だったが、団体戦では決勝で桐蔭学園高校と対戦すると、同級生で78kg超級の冨田若春とともに勝利を収めてチームの優勝に貢献した。
2年の時には全日本カデで2連覇を達成した。インターハイでは決勝で夙川学院高校2年の坂上綾に有効で敗れて2位にとどまった。全国高校選手権の個人戦でも決勝で坂上に指導1で敗れて2位だったが、団体戦では決勝の大成高校戦でインターハイ52kg級チャンピオンの黒木七都美に袈裟固で勝利を収めるなど前年に続きチームの優勝に貢献して、最優秀選手にも選ばれた。
3年の時にはインターハイの3回戦でまたもや坂上に有効で敗れた。全日本ジュニアには坂上が出場していなかったこともあり優勝を飾った。世界ジュニアでは準決勝でスロベニアのマルシャ・シュタンガルに大内返で敗れて3位に終わった。
2016年からはコマツ女子柔道部の所属となった。2018年8月の実業個人選手権では決勝で三井住友海上の坂上にGSに入ってから技ありで敗れた。その後52㎏級に階級を上げると、2019年の実業個人選手権で2位、2021年の大会では初戦の坂上に勝ち3位になった。

## 戦績
48㎏級での戦績
- 2013年 -　全日本カデ　優勝
- 2013年 -　世界カデ　優勝
- 2014年 -　全国高校選手権　個人戦　3位(52kg級)　団体戦　優勝
- 2014年 -　全日本カデ　優勝
- 2014年 -　インターハイ 2位
- 2015年 -　全国高校選手権　個人戦　2位(52kg級)　団体戦　優勝
- 2015年 -　全日本ジュニア　優勝
- 2015年 -　世界ジュニア　3位
- 2015年 -　講道館杯　7位
- 2017年 -　交流大会 3位
- 2018年 - 実業個人選手権　2位

52㎏級での戦績
- 2019年 - 実業個人選手権　2位
- 2021年 - 実業個人選手権　3位

(出典、JudoInside.com)